# Петуново
Петуново — деревня в Ржевском районе Тверской области, входит в состав сельского поселения «Хорошево».

## География
Деревня расположена на правом берегу реки Волга в 13 км на запад от города Ржева.

## История

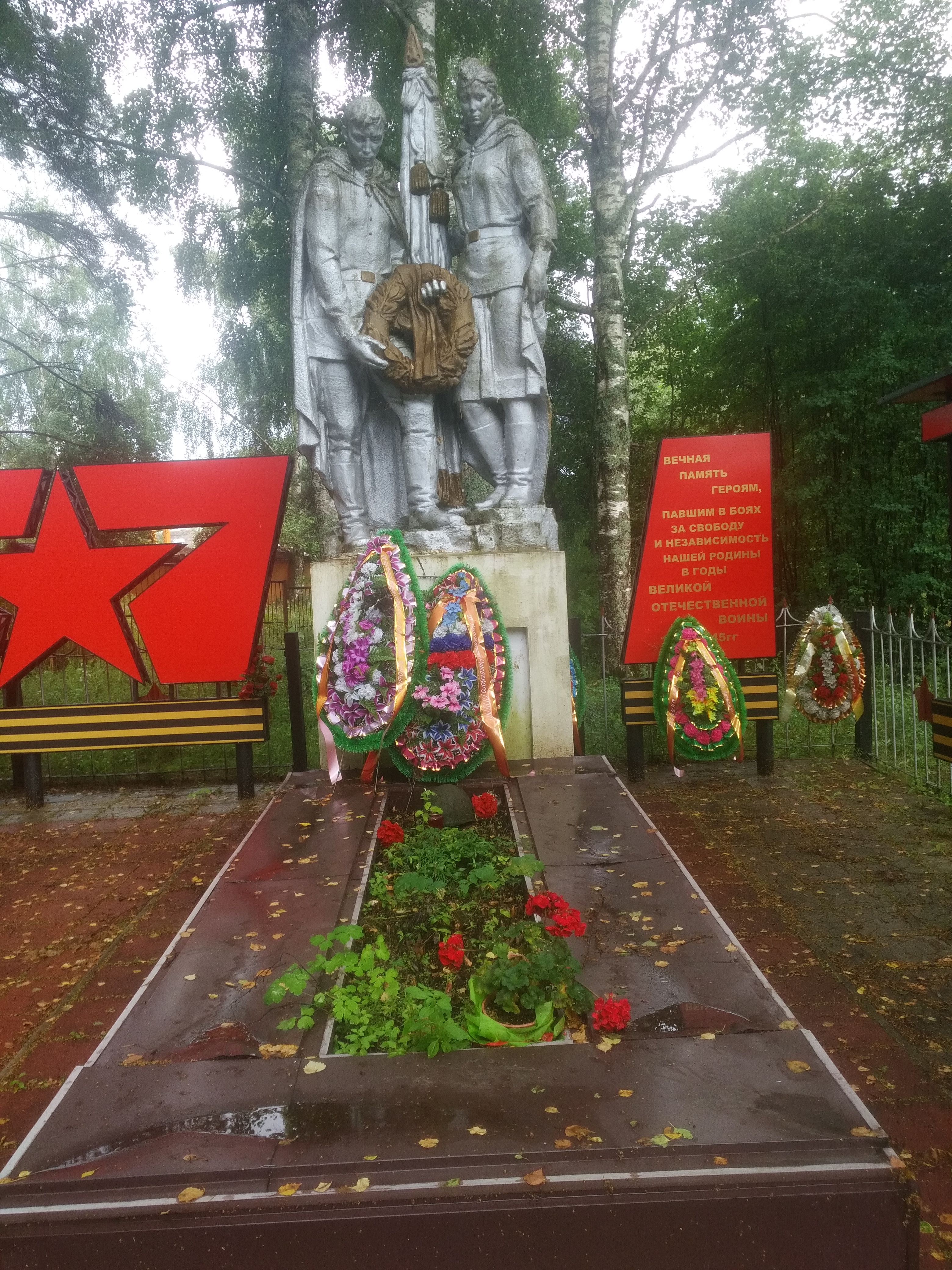
Мемориал на воинском захоронении времен Великой Отечественной войны

В конце XIX — начале XX века деревня являлась центром Становской волости Ржевского уезда Тверской губернии. 
С 1929 года деревня являлась центром Петуновского сельсовета Ржевского района Ржевского округа Московской области, с 1935 года — в составе Калининской области, с 1994 года — в составе Петуновского сельского округа, с 2005 года — в составе сельского поселения «Хорошево».

## Население
| 1859 | 1883 | 2002 | 2008 | 2010 |
| ---- | ---- | ---- | ---- | ---- |
| 66   | ↘45  | ↘7   | ↗8   | ↗10  |

## Достопримечательности
В деревне находится мемориал на воинском захоронении времен Великой Отечественной войны.